# Katherine Griffith
Katherine Griffith est une actrice du cinéma muet née le 30 septembre 1876 à San Francisco (États-Unis), décédée le 17 octobre 1921 à Los Angeles en Californie. Elle a figuré dans 35 films.

## Vie privée
Elle fut l'épouse de Harry Griffith et la mère de Gordon Griffith.

## Filmographie partielle
- 1907 : College Chums d'Edwin S. Porter
- 1916 : Madeleine (The Making of Maddalena) de Frank Lloyd
- 1917 : La Petite Princesse de Marshall Neilan : Miss Minchin
- 1917 : A Domestic Hound[1],[2] de Hank Mann : La femme de Néron
- 1918 : La Flamme et le Papillon (The Talk of the Town) de Allen Holubar
- 1918 : Fast Company de Lynn Reynolds
- 1918 : In Judgment of... de Will S. Davis : Mme Brainard
- 1918 : Violence (The Brazen Beauty) de Tod Browning : Tante Ellen
- 1918 : Le Lieutenant Douglas (Arizona)
- 1919 : L'Orgueil de la faute (The Woman Thou Gavest Me) de Hugh Ford : Tante Bridget
- 1920 : Pollyanna de Paul Powell : Tante Polly Harrington